# Eloxochitlán de Flores Magón
Eloxochitlán de Flores Magón es una población del estado mexicano de Oaxaca, localizada en su extremo norte, es cabecera del municipio del  mismo nombre.

## Historia
La historia de la hoy población de Eloxochitlán de Flores Magón es difícil de precisar, de acuerdo con la tradición oral transmitida por los ancianos, sus primeros pobladores fueron en su mayoría de etnia zapoteca. Sin embargo, con el tiempo éstos se irían desplazando y fueron sustituidos por pobladores de origen mazateco, que pronto constituyeron la mayoría.
Tras la conquista española, la zona fue evangelizada por sacerdotes franciscanos, quienes se instalaron en la actual ubicación del pueblo, siendo por tanto la primera población fundadada por personas provenientes de fuera de la región mazateca, esto alrededor del año de 1827. Desde su fundación el pueblo fue denominado como San Antonio Eloxochitlán, hasta que el decreto 140 del 24 de noviembre de 1967 lo modificó a quedar en Eloxochitlán de Flores Magón, en honor al revolucionario anarquista, periodista y filósofo Ricardo Flores Magón, nacido en el pueblo el 16 de septiembre de 1873.

## Localización y demografía
Eloxochitlán de Flores Magón se encuentra localizado en el extremo norte del estado de Oaxaca, muy cerca de sis límites con el estado de Puebla. Forma parte de la región geocultural denominada Sierra Mazateca, y forma parte de la Región Sierra de Flores Magón. Sus coordenadas geográficas son 18°10′36″N 96°52′36″O / 18.17667, -96.87667 y tiene una altitud de 1 345 metros sobre el nivel del mar.
De acuerdo a los resultados del Censo de Población y Vivienda de 2020 realizado por el Instituto Nacional de Estadística y Geografía, Eloxochitlán de Flores Magón tiene una población total de 901 personas, de las que 494 son mujeres y 407 son hombres.